# Madre Asdrubala
Madre Asdrubala (all'asilo si sta bene e s'imparan tante cose), conosciuta anche solo come Madre Asdrubala, è una favola del 1995 dello scrittore italiano Aldo Busi.

## Trama
Ilaria è una bambina di inizio millennio, che, in attesa della festa per il suo undicesimo compleanno, rievoca i tempi in cui ha frequentato la scuola materna "Asilonido Mafalda", nel quale succedevano cose terribili, ma dove ha imparato almeno un po' a vivere. Alla festa ha invitato anche la maestra suoreggiante di allora Madre Asdrubala con il suo animalottero Mezzo.
La città di Frati di Sotto, in passato conosciuta come Mediolanum e poi Milano, è divenuta ormai estremamente grigia e tecnologizzata. A causa dell'estremo inquinamento dell'aria si è costretti a viaggiare per strada indossando una tuta spaziale come protezione. Ha avuto luogo la Grandissima Guerra di Religione o Guerra della Madonna, a causa della quale la maggioranza degli animali e delle piante di una volta sono ormai estinti e si parla di loro solo nei libri di storia. Il Polo Nord è scongelato e il Polo Sud è in ebollizione. Le vie della città si chiamano tutte "Via cavo" e "Via satellite". Dopo la Grande Fame del '97, per sopperire al fabbisogno di carne, i corpi degli umani dopo la morte vengono consegnati di volta in volta alla Cicloericiclo/Carne di Prima, che ne fa dei bocconcini.
Ilaria si chiama così perché è nata il giorno dell'insediamento alla Casa Bianca di Hillary Clinton. Dopo l'asilo ha frequentato le Scuole Alimentari ex Elementari, e adesso è in Prima Allevamento ex Scuole Medie. Come molti bambini del suo tempo vive in un accampamento di roulotte non lontano dalla ex Galleria Vittorio Emanuele II, trasformata in bunker per gli assessori della città. Sua madre, che da giovane lavorava nella Legione delle Zoccolette di Hammamet, fa la ladra di professione. Ilaria è stata concepita in provetta grazie a un donatore di sperma. Non ha un padre fisso perché questo ruolo è ricoperto dai compagni della madre che cambiano in continuazione.
Madre Asdrubala faceva prelevare i bambini di porta in porta e di umanaio in umanaio (nuovo nome delle bidonville) e li internava nell'asilo con la scusa che erano tutti colpevoli della cattiveria originale e che dovevano essere istruiti al Sacro e Inviolabile Papiro, scritto in alfabeto runico, del quale la madre era una appassionata traduttrice.

## Personaggi
- Ilaria Nibiribiric, bambina di undici anni, coprotagonista e narratrice della storia
- Madre di Ilaria, ladra di professione
- Madre Asdrubala, coprotagonista, insegnante dell'asilo
- Flingio Noncistò, compagno d'asilo del quale Ilaria è innamorata
- Assuntina Noncistò, madre di Flingio, ladra di professione
- Gigi Coltrucco, autista dello scuolabus dell'asilo
- Signorina Direttrice Didattica Invidiante Forforì, direttrice didattica dell'asilo
- Suor Sbrodolin, suora cuciniera dell'asilo
- Suor Mestolina, suora cuciniera dell'asilo
- Mezzo, animalottero esotico con una coda di due metri e un marsupio sulla pancia del quale si occupa Madre Asdrubala
- Rosina, bidella della Scuola d'Allevamento
- Sette Mollette Cavallette, cavallette algerine che fungono da shampiste, tagliatrici, petAsdrubala e mollette di Madre Asdrubala
- Soldini Jonny, vigile urbano
- Signor Esarca Cinque Percento, sindaco della città
- Donna Percento, moglie del sindaco
- Chiudounocchio Testadibue, maresciallo dei carabinieri azzurri
- Perla Braccialetti, gioielliera di Montedipietà
- Serena Fattinlà, poetessa
- Sette Rane Gigantissime (il figlio Santino, la madre Doloroza, il padre Colomba Diodelcielsefossiuna e le quattro Apostole), rane che abitano la piscina di Madre Asdrubala

## Edizioni
- Aldo Busi, Madre Asdrubala (all'asilo si sta bene e s'imparan tante cose!), Milano, Mondadori, 1995, ISBN 9788804374459
- Aldo Busi, Madre Asdrubala (all'asilo si sta bene e s'imparan tante cose!), Milano, Mondadori, 2000, ISBN 8804476664